# Article 33 de la Constitution tunisienne de 1959
L'article 33 de la Constitution tunisienne de 1959 est le 33e des 78 articles de la Constitution tunisienne adoptée le 1er juin 1959.
Seizième article du deuxième chapitre intitulé « Le pouvoir législatif », il décrit la composition de l'Assemblée nationale tunisienne, les conditions de ses membres, leurs attributions et son fonctionnement. 

## Texte
« Le projet de budget de l'État est soumis au vote de l'Assemblée nationale. »